# British-Airways-Flug 5390
Am 10. Juni 1990 kam es auf dem British-Airways-Flug 5390 von Birmingham nach Málaga zu einem Zwischenfall. Die eingesetzte BAC 111-500 verlor während des Fluges um 07:33 UTC eine Cockpitscheibe. Dadurch kam es zu einem Druckabfall, bei dem der Kapitän halb aus der Kabine gerissen wurde. Der Kopilot und die Kabinenbesatzung konnten verhindern, dass Personen ernsthaften Schaden erlitten.

## Unfallhergang
Die BAC-1-11 der British Airways (Kennzeichen: G-BJRT, Taufname: „County of South Glamorgan“) startete um 07:20 UTC mit 60 Minuten Verspätung vom Flughafen Birmingham mit dem Ziel Málaga. Als die Maschine im Steigflug eine Höhe von 17.300 ft (ca. 5.300 m) bei einer Geschwindigkeit von 300 kn (556 km/h) erreicht hatte, wurde das linke Cockpitfenster aus der Verankerung nach außen gerissen. Flugkapitän Tim Lancaster, der sich gerade abgeschnallt hatte, wurde durch den Druck halb aus dem Fenster gedrückt. Mit den Füßen verfing er sich in der Steuersäule, was verhinderte, dass er vollständig aus dem Flugzeug gesogen wurde. Durch die Lenksäulenbewegung neigte sich das Flugzeug um 6° nach unten und drehte sich um 25° nach rechts. Die Außentemperatur betrug in dieser Höhe −17 °C.
Flugbegleiter Nigel Ogden, der gerade das Cockpit verlassen hatte, vernahm einen Knall und bemerkte die Nebelwolken, die die Kabine füllten und auf einen plötzlichen Druckverlust hindeuteten. Er kehrte sofort zurück, hielt Lancaster an der Hüfte fest und sicherte so den Kapitän.
Die Cockpittür war zerrissen und lag teilweise über der Steuerung. Durch den Luftzug wurden zahlreiche Gegenstände losgerissen und aus dem Fenster gesogen, darunter eine Sauerstoffflasche mitsamt ihrer Verankerung.
Copilot Alastair Atchison war noch angeschnallt und hatte zuerst Probleme, das Flugzeug zu steuern, da Lancasters Beine sowie Reste der Cockpittür die linke Steuersäule blockierten. Atchison leitete dann einen Sinkflug ein, um in eine Höhe mit genügend Sauerstoff zu gelangen. Seine Sauerstoffmaske legte er absichtlich nicht an, um weiterhin mit der Besatzung sprechen zu können.
Inzwischen war der Kabinenchef John Heward ebenfalls ins Cockpit gekommen, sicherte sich am Gurt des Jumpseats, hielt seinerseits Ogden fest und konnte ihn mit dem Gurt des Kapitäns sichern. Auch mit der Hilfe des dritten Flugbegleiters, Simon Rogers, war es ihnen nicht möglich, Lancaster gegen den Winddruck wieder ins Cockpit zu ziehen.
Atchison hatte inzwischen einen Notruf abgesetzt und angegeben, wegen Druckverlusts auf 10.000 ft (ca. 3.000 m) zu sinken. Außerdem verringerte er die Geschwindigkeit auf 150 kn (278 km/h). Durch den Lärm im Cockpit konnte Atchison die Antwort des Fluglotsen in London nur schlecht verstehen. Der Fluglotse nahm den Notruf zwar entgegen, wartete aber auf weitere Information des Copiloten und arbeitete inzwischen normal weiter. Es kam dadurch jedoch nicht zu Problemen, außer dass die zuständigen Stellen verspätet unterrichtet wurden.
Atchison wurde per Funk zum nächsten Flughafen nach Southampton geleitet. Es gelang ihm, die Maschine um 7:55 Uhr sicher zu landen. Während der gesamten Zeit hing Lancaster zu etwa zwei Dritteln aus dem Cockpitfenster. Noch auf der Landebahn stiegen die Passagiere über die Treppe aus, während Rettungsmannschaften den Kapitän retteten.
Entgegen ersten Befürchtungen hatte Lancaster überlebt und kam nach der Landung wieder zu Bewusstsein. Er trug Knochenbrüche, Prellungen und Erfrierungen davon, konnte jedoch nach fünf Monaten seinen Beruf wieder aufnehmen. Der Steward Nigel Ogden erlitt bei der Sicherung des Flugkapitäns eine ausgerenkte Schulter und Erfrierungen im Gesichtsbereich. Im Jahr 2001 musste Ogden seinen Beruf schließlich aufgrund einer Posttraumatischen Belastungsstörung aufgeben.
Das verlorene Fenster wurde später in der Nähe von Cholsey, Oxfordshire gefunden.

## Unfallursache
Das Herausfallen der Cockpitverglasung lässt sich mit einer Kette von Unachtsamkeiten und Fehlern bei der Wartung erklären. Der Flug war der erste dieses Flugzeuges nach einer Wartung im Hangar, während der aufgrund eines Mängelberichts auch das linke Cockpitfenster ausgetauscht wurde. Diese Arbeit wurde in den frühen Morgenstunden des Vortags durchgeführt. Da die Schicht knapp besetzt war, übernahm der Schichtleiter diese Arbeit selbst.
Entgegen den Vorschriften war das linke Cockpitfenster zuvor nicht mit 90 Senkkopfschrauben vom Typ A211-8D befestigt worden, sondern mit der um 2,5 mm kürzeren Variante A211-7D. Da der letzte Fenstertausch schon vier Jahre zurücklag, hatte dies offensichtlich nicht zu Beeinträchtigungen geführt.
Der Schichtleiter entfernte das Fenster mit der Hilfe eines Kollegen. Da einige Schrauben dabei beschädigt wurden und andere Anzeichen von Rost aufwiesen, entschied er sich, neue Schrauben aus dem Ersatzteillager zu besorgen. Schrauben dieser Größe tragen keine Bezeichnung, und der Schichtleiter machte sich nicht die Mühe, die korrekte vorgeschriebene Teilenummer zu ermitteln, sondern begnügte sich mit einer der alten Schrauben als Muster.
Der Mitarbeiter im Ersatzteillager machte den Schichtleiter noch darauf aufmerksam, dass die korrekte Größe nicht 7D, sondern 8D sei, aber der Schichtleiter ging nicht darauf ein, weil er ja soeben Schrauben des Typs 7D entfernt hatte.
Da in diesem Ersatzteillager nicht genügend Schrauben der Größe 7D vorrätig waren, begab sich der Schichtleiter zu einem anderen Lager auf dem Flughafen, das zu diesem Zeitpunkt nicht besetzt war. Dort entnahm er weitere Schrauben, die er für 7D hielt, aber in Wirklichkeit 8C waren. Diese hatten die gleiche Länge wie die vorgeschriebenen 8D, der Durchmesser war jedoch um 0,66 mm geringer. Außerdem nahm er sechs Schrauben der Größe 9D mit, weil er der Meinung war, dass die Eckschrauben länger sein müssten.
Die Service-Anleitung gab für die Schrauben ein Drehmoment von 15 lbf·in (etwa 24 Nm) an, der Schichtleiter entschied jedoch, die Schrauben mit 20 lbf·in anzuziehen. Ein kalibrierter Drehmomentschlüssel war nicht verfügbar, so dass er einen Drehmoment-Schraubendreher verwendete.
Durch eine ungünstige Stellung seiner mobilen Arbeitsplattform und dadurch, dass er beide Hände verwenden musste, hatte er keine direkte Sicht auf die Schrauben. Er verwendete 84 der neuen Schrauben. Als er zu den sechs Eckschrauben kam, bemerkte er, dass er sich geirrt hatte, und die von ihm vorgesehenen Schrauben vom Typ 9D nicht passten. Hier verwendete er die alten Schrauben. Der Schichtleiter bemerkte nicht, dass die Senkköpfe der neuen Schrauben tiefer saßen als die der alten.
Eine Überprüfung der Arbeit fand nur dadurch statt, dass die Funktion der Scheibenheizung getestet wurde. Da die Arbeit vom Schichtleiter selbst durchgeführt wurde, gab es niemanden, der seine Arbeit in derselben Nacht kontrollierte. Eine Überprüfung durch eine zweite Person war auch nicht vorgeschrieben, weil der Austausch eines Cockpitfensters nicht als kritische Aktion angesehen wurde.
In der folgenden Nacht, noch vor dem Start des Flugzeugs, tauschte der Schichtleiter an einer anderen Maschine ebenfalls ein Cockpitfenster aus. Er bemerkte zwar, dass dieses nicht mit 7D-, sondern mit 8D-Schrauben befestigt war, hielt den Unterschied aber für eine Modifikation der Serie im Laufe der Jahre und maß dem keine Bedeutung bei.
Bei den meisten Verkehrsflugzeugen werden die Cockpitscheiben von innen nach außen eingebaut, so dass sie der höhere Luftdruck im Inneren des Flugzeuges in ihre Fassungen presst. Bei der BAC 1-11 werden die Scheiben jedoch von außen nach innen eingebaut und von außen verschraubt. Die notwendige Haltekraft wird ausschließlich durch die Verschraubung aufgebracht. Daher kann die Verglasung beim Versagen der Schrauben nach außen gedrückt und abgerissen werden.

## Sofortmaßnahmen von British Airways
Als zuerst bekannt wurde, dass Schrauben mit zu geringer Länge verwendet worden waren, setzte British Airways eine außerordentliche Untersuchung aller BAC 1-11 vor dem nächsten Start an. Dabei sollte jede vierte Schraube der Cockpitfenster entfernt und gemessen werden. Dabei wurden bei mehreren Flugzeugen falsche Schrauben gefunden.
Als im weiteren Verlauf der Untersuchung auch bekannt wurde, dass bei dem Vorfall einige Schrauben mit zu geringem Durchmesser Verwendung fanden, führte dies zu einer zweiten Untersuchung aller Flugzeuge. Hier genügte eine Sichtprüfung auf den Durchmesser des Schraubenkopfs, welche bei allen Schrauben durchgeführt wurde. Bei keinem der untersuchten Flugzeuge wurden jedoch zu dünne Schrauben entdeckt.

## Der Unfall in den Medien
Der Unfall von British-Airways-Flug 5390 wurde in der kanadischen Fernsehserie Mayday – Alarm im Cockpit mit dem englischen Titel Blow Out und dem deutschen Titel Horrorflug 111 gezeigt. In nachgestellten Szenen, Animationen sowie Interviews mit Beteiligten und Ermittlern wurde über die Vorbereitungen, den Ablauf und die Hintergründe des Fluges berichtet.